# 库尔特·多辛
库尔特·多辛（德語：Kurt Dossin，1913年3月28日—2004年4月26日），德国男子手球运动员。他曾代表德国参加1936年夏季奥林匹克运动会手球比赛，获得一枚金牌，他在其中两场比赛期间有上场。